# Margarete. Die Geschichte einer Gefallenen
Margarete. Die Geschichte einer Gefallenen è un film muto del 1919 prodotto e diretto da Friedrich Zelnik.

## Produzione
Il film fu prodotto da Friedrich Zelnik per la Berliner Film-Manufaktur GmbH (Berlino).

## Distribuzione
Con il visto di censura dell'ottobre 1918, il film uscì in Germania nel 1919.